# 中野和高
中野 和高（なかの かずたか、1896年（明治29年）4月5日 - 1965年（昭和41年）3月8日）は、愛媛県出身の日本の洋画家。雅号として「和光」の名を持つ 。
幼年期よりキリスト教の洗礼を受け、1955年（昭和30年）以降は聖イエス教団所属、晩年は熱烈なキリスト教徒として生活した。

## 来歴
1896年（明治29年）4月5日、「北野 和高」として愛媛県大洲に生まれる。1908年（明治41年）、家族と共に宮城県へ転居。
1914年（大正3年）に宮城県立仙台第一中学校を卒業。同年上京、葵橋洋画研究所に入所し黒田清輝に師事。1916年（大正5年）、東京美術学校西洋画科へ入学、1921年（大正10年）同校卒業、研究科へ進む。同年、第3回帝展に「労働者像」が初入選。
1923年（大正12年）、後に私立大洲女学校を創立する中野ミツの養子となり中野姓となる。この年よりフランスへ留学しサロン・ドートンヌに入選。その後イタリア、スペインを歴遊しつつ前田寛治、佐伯祐三と親交を深め、1927年（昭和2年）帰国。同年、第8回帝展に「婦人座像」ほか1点を出品、特選受賞。翌1928年（昭和3年）第9回帝展「風景を配せる我家族」、1929年（昭和4年）第10回帝展「聴音」で3年連続特選となり、1930年（昭和5年）「無題」より帝展無鑑査に推薦される。以後毎年官展に出品した。
1928年（昭和3年）、第3回協会展にヨーロッパ留学時代の作品19点を特別陳列し1930年協会会員となる。1930年（昭和5年）帝国美術学校教授に就任。1932年（昭和7年）第13回帝展にて審査員、以後新文展、日展審査員を12回務める。1940年（昭和15年）阿以田治修、大久保作次郎、安宅安五郎、鈴木千久馬らと共に創元会を創立。
1958年（昭和33年）、前年1957年（昭和32年）日展出品作「少女」が日本芸術院賞受賞。同年日展評議員となる。
1965年（昭和41年）3月8日、尿毒症のため東京都渋谷区の都立広尾病院において死去。

## 作品
|  | 作品名                         |   | 制作年               |   | 備考                           |
|  | 「労働者像」                   | - | 1921年（大正10年）   | - | 第3回帝展入選                  |
|  | 「友人の像」                   | - | 1922年（大正11年）   | - | 第4回帝展出品                  |
|  | 「婦人像」                     | - | 1927年（昭和2年）    | - | 第8回帝展特選                  |
|  | 「卓に寄れる婦人（青衣の女）」 | - | 1927年（昭和2年）    | - | 第8回帝展出品                  |
|  | 「無題」                       | - | 1930年（昭和5年）    | - | 徳島県立近代美術館蔵           |
|  | 「少憩」                       | - | 1931年（昭和6年）    | - | 第12回帝展出品。宮城県美術館蔵 |
|  | 「北京天壇」                   | - | 1931年（昭和6年）頃  | - | 長崎県美術館蔵                 |
|  | 「植木屋T君」                  | - | 1953年（昭和28年）   | - | 第9回日展                      |
|  | 「オリーブ園」                 | - | 1957年（昭和32年）   | - | 徳島県立近代美術館蔵           |
|  | 「長崎の古い家」               | - | 1958年（昭和33年）頃 | - | 長崎県美術館蔵                 |
|  | 「江の浦風景」                 | - | 1960年（昭和35年）頃 | - | 長崎県美術館蔵                 |
|  | 「加藤豊治郎教授像」           | - | 不明                 | - | 東北大学史料館蔵               |
|  | 「芦之湖の春」                 | - | 不明                 | - | セキ美術館蔵                   |
|  | 「常陸の海」                   | - | 不明                 | - | 不明                           |